# Keetia venosissima
Keetia venosissima är en måreväxtart som först beskrevs av John Hutchinson och John McEwan Dalziel, och fick sitt nu gällande namn av Diane Mary Bridson. Keetia venosissima ingår i släktet Keetia och familjen måreväxter. Inga underarter finns listade i Catalogue of Life.